# Ormea
Ormea (piemontès Orméa, italià Ormea) és un municipi italià, situat a la regió del Piemont. L'any 2007 tenia 1.860 habitants. La seva fracció de Viosena està situada a la Val Ròia, dins de les Valls Occitanes. Limita amb els municipis d'Alta, Armo (Impèria), la Briga Auta, Cabraüna, Cos (Impèria), Frabosa Sobrana, Garès, Millà, Nasin, Pornàs (Impèria), Roburent i Ròcafòrt.

## Administració
| Període | Identitat    | Partit         |
| ------- | ------------ | -------------- |
| 2004-   | Massimo Seno | Centreesquerra |